# Edward Blaes
Eduardus Josephus Maria (Edward) Blaes (Gent, 19 oktober 1846 – Gentbrugge, 14 maart 1909) was een Belgisch componist en muzikant.
Hij werd geboren in het gezin van loodgieter Eduardus Adolphus Blaes en Francisca Jacoba Antonia van Hoorde. Hij was zelf getrouwd met Eugenia Suzanna Blauwaert (ook weer gescheiden) en Maria Josephina Hubertina Wallem. Danseres Elsa Darciel is zijn kleindochter.
Hij kreeg zijn opleiding aan het Conservatorium van Gent bij Karel Miry, aan het Conservatorium van Brussel bij François Joseph Fétis en privé bij Peter Benoit in Antwerpen. Hij legde zich als componist toe op Vlaamse muziek voor een ruim publiek. Van zijn hand verscheen een aantal composities, zoals de cantate Christoffer Columbus, Broedergroet, Liefdeperlen en Lenteliederenkrans. Zijn aspiraties voor het componeren werden dwarsgezeten door Isidoor De Vos en Julius Sabbe. Hun werk De Meermin sleepte een eerste prijs weg in Rome en Blaes werd in 1871 (voor hem) teleurstellend derde.
Daarnaast dirigeerde Blaes in de Minardschouwburg en in tal van liberale verenigingen, zoals het Willemsfonds. Daarnaast was hij leerkracht muziek in de Gentse stadscholen, docent fagot en orkestspel aan het Conservatorium en directeur van de muziekschool van Ledeberg. Van 1873 tot 1876 was hij ook kapelmeester van de Sint-Baafskathedraal. Blaes overleed op 14 maart 1909 te Gentbrugge en werd begraven op de Westerbegraafplaats, waar Florimond van Duyse de grafrede hield. Een jaar later volgde een herdenkplaat, ontworpen door Geo Vercauteren.
De Edward Blaesstraat in Ledeberg brengt zijn naam in herinnering.